# Mitthyridium papuanum
Mitthyridium papuanum är en bladmossart som beskrevs av H. Robinson 1975. Mitthyridium papuanum ingår i släktet Mitthyridium och familjen Calymperaceae. Inga underarter finns listade i Catalogue of Life.